# Пендантная группа
       Номенклатура ИЮПАК

```
Пендантная группа
Боковая группа
группа не является ни олигомерной, ни полимерной.
[
1
]
```

Пендантная группа (англ — Pendant group) — согласно номенклатуре ИЮПАК, представляет собой группу атомов, присоединенных к главной цепи молекулы (обычно полимера). Также употребляется название «боковая группа». Пендантные группы отличаются от педантных цепей тем, что не являются ни олигомерными, ни полимерными.
Например, фенильная группа — это пендантная группа на главной цепи полистирола.
Большие, громоздкие пендантные группы, такие как адамантил обычно поднимают температуру стеклования (Tg) полимера, предотвращая цепи от скольжения друг относительно друга. Короткие алкиловые пендантные группы могут снизить Tg, образуя эффект смазки.